# Geografia do México
Localizado na América do Norte e de forma aproximadamente triangular, o México estende-se por mais de 3000 km de noroeste a sudeste. A sua largura varia entre mais de 2000 km no norte e menos de 220 km no istmo de Tehuantepece, no sul. O México tem litorais em duas grandes massas de água: o oceano Pacífico (com o golfo da Califórnia entre o continente e a península da alta Califórnia) a ocidente e, a oriente, o golfo do México e o mar das Caraíbas, que conduzem ao oceano Atlântico. Nos litorais encontram-se planícies costeiras, ao passo que o México central consiste de planaltos elevados e montanhas escarpadas, incluindo vulcões, o mais elevado dos quais é o Pico de Orizaba, com 5610 m de altitude.
O terreno e o clima variam dos desertos do norte à floresta úmida tropical no sul. Os principais rios mexicanos são o Río Bravo del Norte (também conhecido como Rio Grande), o Grijalva, o Balsas e o Yaqui.
- Mexicali
- Cidade do México
- Torreón
- Villahermosa
- Monterrey
- Cancún
- Acapulco